# Jorge Rivera Cruchaga
Jorge Eduardo Rivera Cruchaga (Santiago de Chile, Chile, 2 de marzo de 1927- Chile, 23 de enero de 2017) fue un filósofo, cristiano y académico chileno, discípulo de Hans-Georg Gadamer, Xavier Zubiri y Martin Heidegger.

## Biografía
Jorge Eduardo Rivera nació el 2 de marzo de 1927 en Santiago de Chile. Entre los años 1946 y 1952 realizó estudios de filosofía y teología en el Seminario-Escolasticado de la Congregación de los Sagrados Corazones de Valparaíso. Fue profesor de Castellano, Filosofía y Música en el Colegio de los Sagrados Corazones de Valparaíso y Viña del Mar, y de Filosofía y Latín en el Seminario de los Sagrados Corazones en Quilpué (1953-1960). Como becario Humboldt, el Profesor Rivera se desplaza a Alemania a realizar estudios de postgrado bajo la tutela de Bernhard Welte y Eugen Fink.
Posteriormente en la década del 60 viajó a Alemania a profundizar sus estudios en filosofía y teología en la Universidad de Friburgo. Después se traslada a España, donde continúa desarrollando estas disciplinas junto a Xavier Zubiri. En el año 1971 retoma sus estudios de Doctorado en Heidelberg bajo la tutela de Hans-Georg Gadamer, recibiendo el título de Doctor en Filosofía en el año 1973 por la misma universidad. 
En 1978, y nuevamente como becario Humboldt, realiza una estadía de investigación con el Prof. Heribert Mühlen de Paderborn, dedicada a una investigación teológico-filosófica sobre la experiencia de la fe. A partir de 1997, y hasta la fecha de su muerte, Rivera trabajó como Titular Adjunto en el Instituto de Filosofía de la Pontificia Universidad Católica de Chile. En el año 2003, con ocasión de sus 75 años, se publica el libro en su honor, La filosofía como pasión (Editorial Trotta, España).
Falleció el 23 de enero de 2017 a la edad de 89 años.

## Obras
Entre sus obras destacan numerosos ensayos y artículos en revistas especializadas de Filosofía en Latinoamérica y Europa. También destacan sus libros De asombros y nostalgia, Editorial Puntángeles, Valparaíso (Chile), 1999; Heidegger y Zubiri, Editorial Universitaria, Santiago de Chile; En torno al ser, Brickle Ediciones, Santiago 2006; Heráclito el esplendente, Brickle Ediciones, 2006; Itinerarium cordis, Brickle Ediciones, 2006; Filosofía Griega, Ediciones Universidad Católica de Valparaíso (2 ediciones); Comentario a "Ser y Tiempo", de Martin Heidegger, Editorial Universidad Católica de Chile, Santiago: Vol. I (2008.), Vol. II (2010) y Vol. III (2016).

## Otros
- Jorge Eduardo Rivera y María Teresa Stuven, Comentario a Ser y Tiempo de Martin Heidegger, Vol. 2, Primera Sección, Ediciones de la Universidad Católica de Chile, Santiago, 2010, 257 páginas.
- Jorge Eduardo Rivera y María Teresa Stuven, Comentario a Ser y Tiempo de Martin Heidegger, Vol. 1, Introducción, Ediciones de la Universidad Católica de Chile, Santiago, 2008, 127 páginas.
- En torno al Ser, Brickle Ediciones, Santiago de Chile, 2007, 221 páginas.
- Itinerarium Cordis, Brickle Ediciones, Santiago de Chile, 2006, 319 páginas.
- Heráclito el Esplendente, Brickle Ediciones, Santiago de Chile, 2006, 173 páginas.
- Heidegger y Zubiri, Editorial Universitaria / Ediciones de la Universidad Católica de Chile, Santiago, 2001, 241 páginas.
- De Asombros y Nostalgia. Ensayos Filosóficos, Editorial Puntángeles, Valparaíso (Chile), 1999, 312 páginas.
- El Banquete: una vía hacia Dios, Ediciones de la Universidad Católica de Chile, Santiago de Chile, 1983.
- La filosofía en la Universidad, Ediciones Universitarias de Valparaíso (Universidad Católica de Valparaíso), Valparaíso, Chile, 1970, 62 páginas.
- Filosofía Griega: de Tales a Aristóteles.

### Traducciones
Su traducción más destacada, y por la que ha recibido reconocimiento a nivel mundial, es Ser y tiempo, de Martin Heidegger. Esta obra fue publicada por la Editorial Universitaria de Santiago de Chile en 1997 con nuevas ediciones hasta el año 2015. También fue publicada por la Editorial Trotta, de Madrid, en 2003.